# Kaplanei Wörlitz

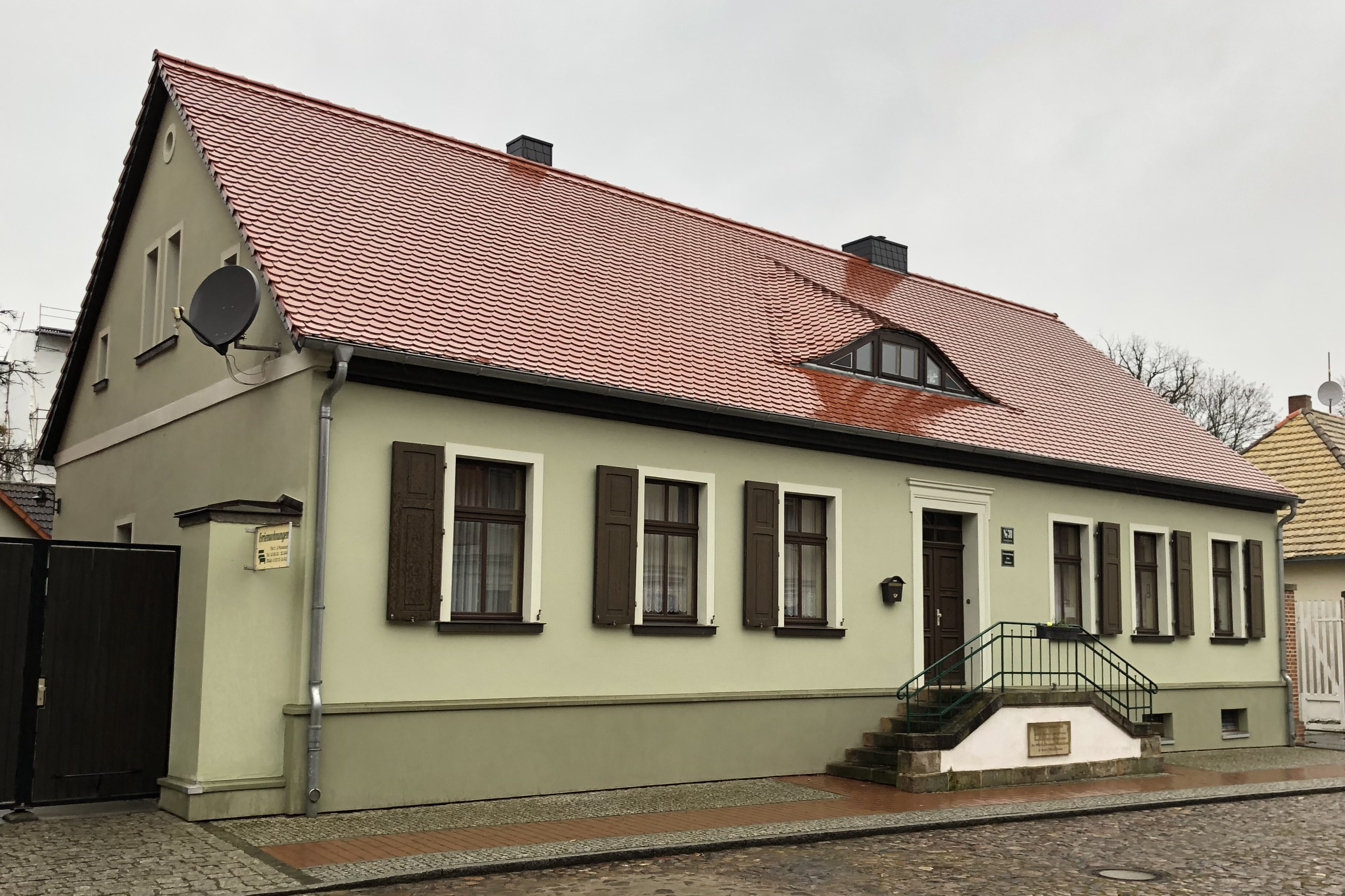
Kaplanei im Jahr 2022

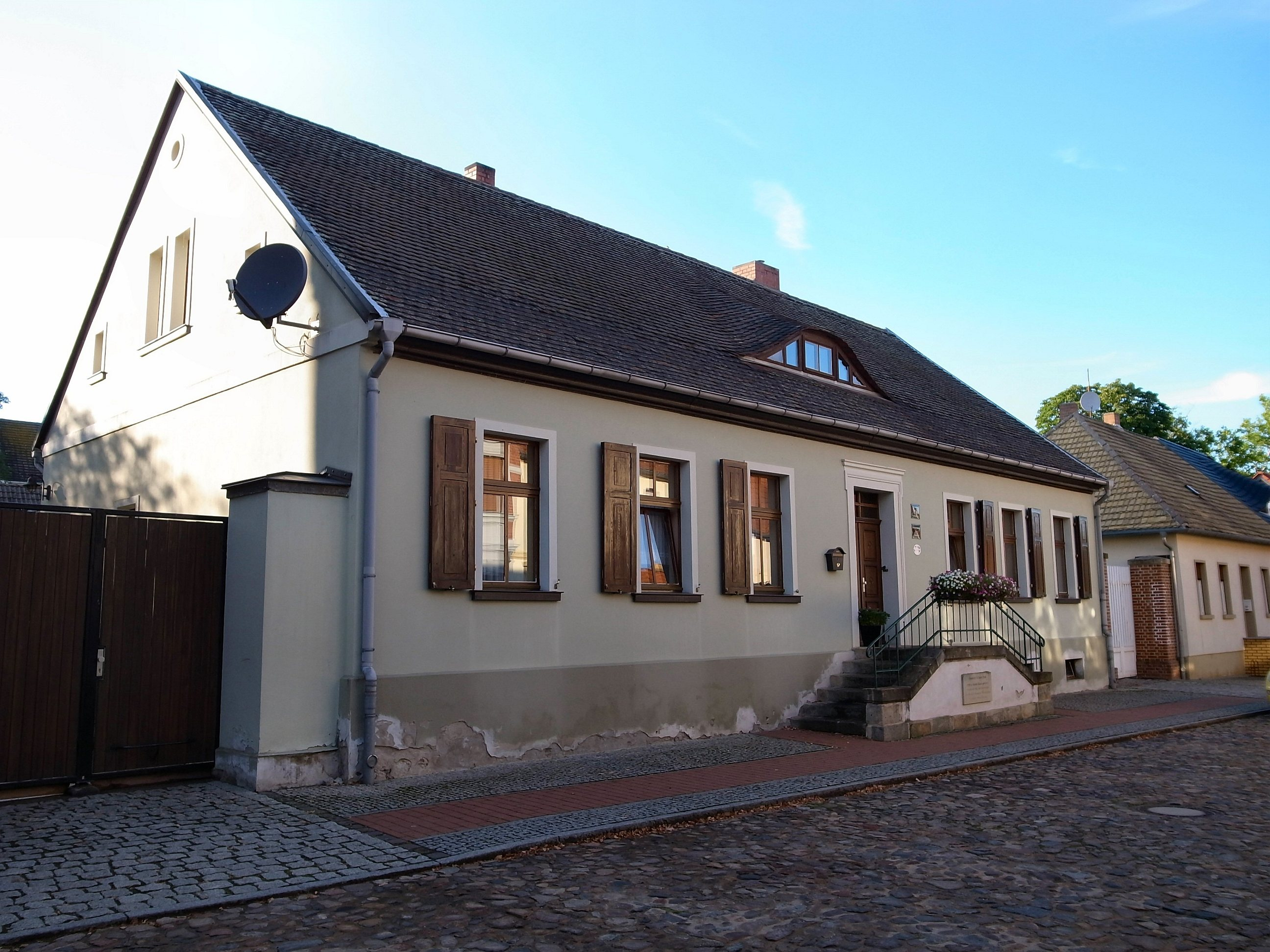
2012

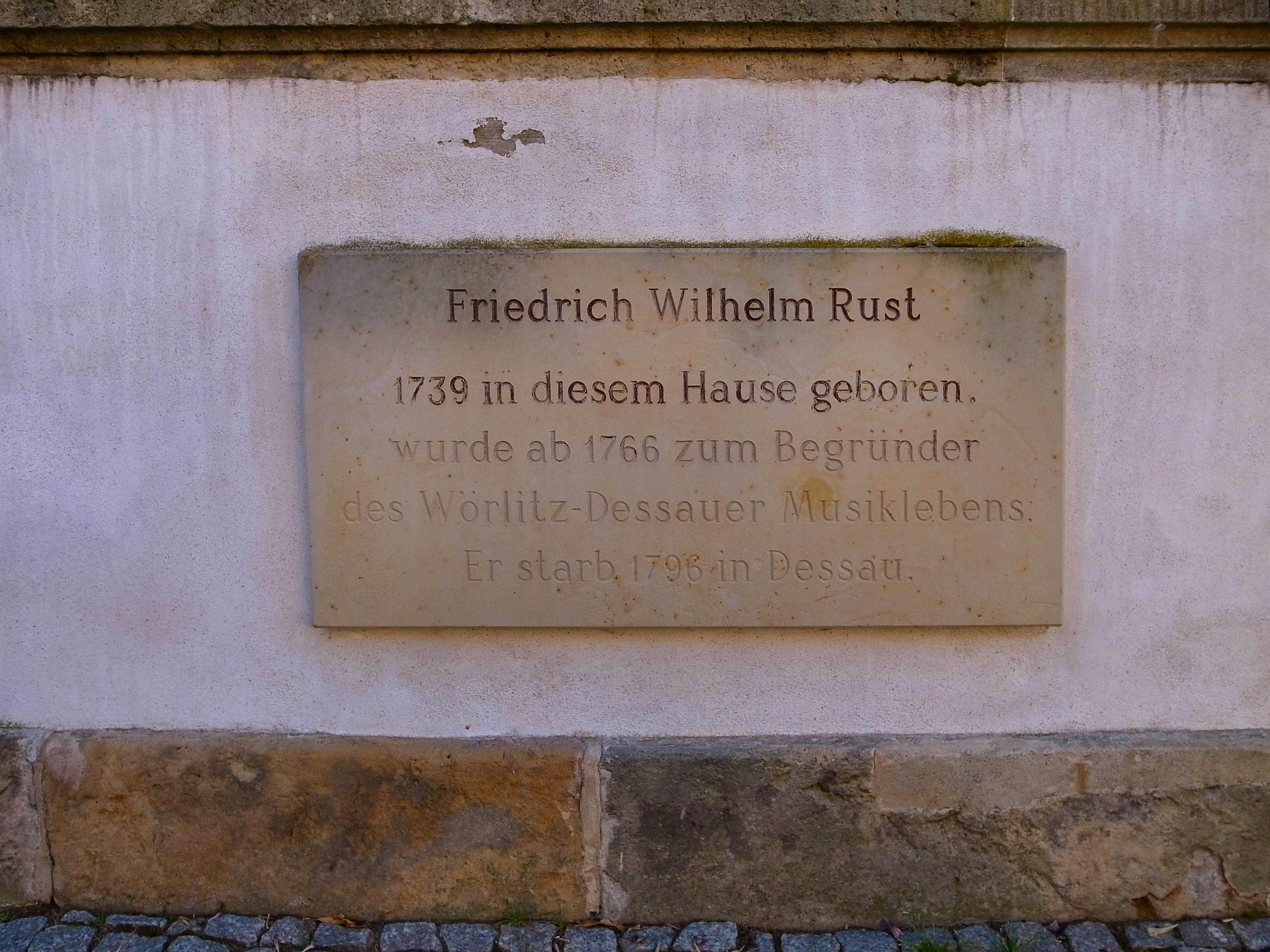
Gedenktafel

Die Kaplanei Wörlitz ist eine denkmalgeschützte Kaplanei in Oranienbaum-Wörlitz in Sachsen-Anhalt.

## Lage
Das Gebäude befindet sich im nördlichen Teil des Ortsteils Wörlitz, auf der Westseite der Amtsgasse an der Adresse Amtsgasse 38. 

## Architektur und Geschichte
In der Zeit vor 1785 befand sich an der Stelle ein zweigeschossiges Amtshaus, in dem 1739 der Geiger und Komponist Friedrich Wilhelm Rust geboren wurde. 1781 kam im Haus der Historiker Friedrich von Raumer und 1783 sein Bruder, der Geologe Karl Georg von Raumer zur Welt. In der Zeit von 1784 bis 1914 diente das Anwesen als Sitz des Kaplans.
Im Rahmen der Umgestaltung des Schlossbereichs wurde die alte Kaplanei abgerissen. Das heutige Gebäude wurde 1843 errichtet. Andere Angaben nennen als Bauzeit die Jahre 1770/1771.
Der eingeschossige, verputzte klassizistische Neubau entstand als massives symmetrisches Ziegelgebäude auf einem hohen Sockel. Der Hauseingang befindet sich in der Mitte und ist über eine aus Sandstein gefertigte zweiläufige Freitreppe zu erreichen. Am Sockel der Freitreppe ist eine Gedenktafel angebracht, die an den hier geborenen Komponisten Rust erinnert. Oberhalb dieser Mittelachse ist auf dem Satteldach eine breite Fledermausgaube angeordnet. Im nördlichen Teil des Hauses befindet sich ein von einem Tonnengewölbe überspannter Keller.
Im örtlichen Denkmalverzeichnis ist die Kaplanei unter der Erfassungsnummer 094 40016 als Baudenkmal eingetragen.